# تارنوک
تارنوک (به مجاری:  Tárnok) یک سکونتگاه مسکونی در مجارستان است که در پشت واقع شده‌است.

## خصوصیات
تارنوک ۲۳٫۶۰ کیلومترمربع مساحت و ۸٬۹۰۳ نفر جمعیت دارد.